# Sanxi (sockenhuvudort i Kina, Zhejiang Sheng, lat 28,70, long 120,28)
Sanxi (kinesiska: 三溪, 三溪乡, 后吴) är en sockenhuvudort i Kina. Den ligger i provinsen Zhejiang, i den östra delen av landet, omkring 170 kilometer söder om provinshuvudstaden Hangzhou. Antalet invånare är 3 514. Befolkningen består av 1 720 kvinnor och 1 794 män. Barn under 15 år utgör 18,0 %, vuxna 15-64 år 57 %, och äldre över 65 år 23,0 %.
Runt Sanxi är det ganska tätbefolkat, med 166 invånare per kvadratkilometer. Närmaste större samhälle är Huzhen, 11,9 km norr om Sanxi. I omgivningarna runt Sanxi växer i huvudsak blandskog.
Genomsnittlig årsnederbörd är 2 368 millimeter. Den regnigaste månaden är juni, med i genomsnitt 417 mm nederbörd, och den torraste är januari, med 69 mm nederbörd.